# توم بيري (لاعب كرة قاعدة)
توم بيري (بالإنجليزية: Tom Berry)‏ هو لاعب كرة قاعدة أمريكي، ولد في 31 ديسمبر 1842 في تشيستر في الولايات المتحدة، وتوفي بنفس المكان في 6 يونيو 1915.

## وصلات خارجية
- توم بيري على موقعبيزبول رفرنس.كوم (الدوري الرئيسي) (الإنجليزية)